# ISO 9660
El estándar ISO 9660 es una norma publicada inicialmente en 1988 por la ISO, que especifica el formato para el almacenaje de archivos en los soportes de tipo disco compacto. El estándar ISO 9660 define un sistema de archivos para CD-ROM. Su propósito es que tales medios sean legibles por diferentes sistemas operativos, de diferentes proveedores y en diferentes plataformas, por ejemplo, MS-DOS, Microsoft Windows, Mac OS y Unix.
La norma ISO 9660 es descendiente directa de un esfuerzo de estandarización anterior llamado HSG (acrónimo de High Sierra Group), el cual fue propuesto por un conjunto de actores de la industria que se reunieron en 1985 en el hotel High Sierra, del Lago Tahoe, Nevada. Aunque la ISO aceptó una gran mayoría de las propuestas del HSG, existen algunas diferencias menores.

## Sectores lógicos
El HSG y su descendiente consideran que el disco óptico se divide en sectores lógicos de 2 KB (2.048 bytes) cada uno. Cada sector posee un identificador único, llamado LSN (siglas de Logical Sector number). El primer LSN referenciable es el 0, que posee una dirección física de 00:02:00 (2 segundos). Esto significa que los primeros 150 sectores físicos del CD-ROM son inaccesibles usando el direccionamiento lógico.

## Bloques lógicos
Para aumentar la granularidad del direccionamiento con LSN, se define el concepto de bloque lógico, el cual es otro mecanismo de direccionamiento, que referencia a bloques de talla menor o igual que la de los sectores lógicos (512, 1024 o 2048 bytes).
Los archivos y directorios están todavía organizados en notación DOS 8.3. Los nombres de archivos y carpetas están grabados en SBCS o MBCS (códigos de byte único y múltiple). La jerarquía máxima de 'profundidad' de una carpeta no puede exceder de 8 niveles.

## Tabla de trayectorias
Hay dos maneras de localizar un archivo en un sistema ISO 9660. Una de las maneras es interpretar los nombres de directorio y buscar a través de la estructura de cada directorio para encontrar el archivo (la manera que usan MS-DOS y Unix para encontrar archivos). La otra manera es a través del uso de una pre compilada Tabla de Trayectorias, donde todas las entradas están numeradas correspondiendo a los contenidos de cada archivo.
Algunos sistemas no tienen mecanismos para buscar a través de los directorios y obtienen los resultados de la búsqueda por medio de esta tabla. Mientras que una larga tabla lineal puede parecer algo anticuado, puede ser de gran utilidad, ya que reduce notablemente el tiempo de búsqueda.
.: Tabla de atributos extendidos :.:
Los atributos de archivo son almacenados en las entradas de directorio, en la tabla de atributos extendidos.

## Sistema archivos CD-ROM
El estándar ISO 9660 es una norma publicada por la ISO, que especifica el formato para el almacenaje de archivos en discos compactos. El estándar ISO 9660 define un sistema de archivos para CD-ROM. Su propósito es que tales medios sean legibles por diferentes sistemas operativos, de diferentes proveedores y en diferentes plataformas, por ejemplo, MS-DOS, Microsoft Windows, Mac OS y Unix.
- Joliet y Romeo

Joliet es una extensión del sistema de archivos del ISO 9660. Estos sistemas de archivos fueron diseñados para las plataformas Windows 95/NT de Microsoft. El sistema de archivos que empleaban era VFAT pero con limitación de 64 caracteres para Joliet y 128 para Romeo. Para que Joliet y Romeo sean compatibles con Linux se necesita tener soporte en el núcleo. Téngase en cuenta que no todas las versiones de Linux disponen de dicho soporte.
- Rock Ridge

Rock Ridge también es una extensión del sistema de ficheros del ISO 9660. Este sistema de ficheros fue diseñado para la plataforma Unix, por lo que para este tipo de plataformas tiene características que pueden ser más beneficiosas que las de otros sistemas de ficheros.
Una de las características de este sistema de ficheros es que puede haber archivos ejecutables de acceso restringido a un usuario o enlaces simbólicos en el CD. Además, se pueden tener nombres de hasta 255 caracteres.
Para aquellos sistemas operativos que no ven este tipo de sistema de ficheros, se puede crear unas tablas de transcripción de ficheros llamados TRANS. TBL. Estas aparecerán en cada directorio del CD, reproduciendo así el nombre visible.
- Universal Disk Format

Aunque este tipo de sistemas es utilizado en DVD, también puede aparecer en CD. La utilización de este tipo de ficheros en Linux todavía es muy limitada, pero existen programas de CD que utilizan este sistema de ficheros, uno de ellos es Adaptec DirectCD. Entre las características de UDF cabe destacar:
265 caracteres en ASCII y 128 en Unicode.
Posibilidad de grabar en modo packet writing o escritura en paquetes. Este modo elimina la posibilidad de que aparezcan errores del búfer buffer underrun.
- El Torito

El Torito es el nombre dado al sistema diseñado para permitir el arranque del ordenador desde CD.
- HFS (Hierarchical File System)

Estos sistemas de ficheros aparecen en máquinas Macintosh. No son reconocidos por algunos sistemas operativos, como por ejemplo Windows. Linux es una excepción en este caso, pues los reconoce gracias a un parche del núcleo. También existe un programa para realizar imágenes de CD, que luego se podrán ver en máquinas Macintosh.
- Mount Rainier

Este es un sistema de ficheros para discos ópticos que nos permite realizar escrituras de paquetes en UDF.
Mount Rainier estará implementado de forma nativa en Windows Vista, y algunas distribuciones de GNU/Linux ya incluyen compatibilidad nativa. Los sistemas operativos no compatibles necesitan software de terceros para poder leer y escribir el formato Mount Rainier.
CD-MRW es el nombre utilizado para discos con este sistema de ficheros: Compact Disc - Mount Rainier Read/Write.

## DVD
Los DVD pueden utilizar también la norma ISO 9660.